# Edifício Sul América
O Edifício Sul América é um edifício de apartamentos localizado na Esquina Democrática, no Centro Histórico de Porto Alegre. Foi projetado pelo arquiteto Arnaldo Gladosch (1903-1954) em 1938 como um edifício de escritórios, ocupação que perdurou até sua conversão funcional na década de 2000.
Na mesma esquina, fronteiro ao Edifício Sul América, Gladosch projetou também o Edifício Sulacap (1938), edificação de grande porte e tratamento mais requintado. Ambos os prédios, concebidos no mesmo período em que o arquiteto paulista desenvolvia o Plano Gladosch (1939-1943) para Porto Alegre, configuram uma parceria com o propósito de marcar, com estratégias distintas, a esquina de importância.

## História

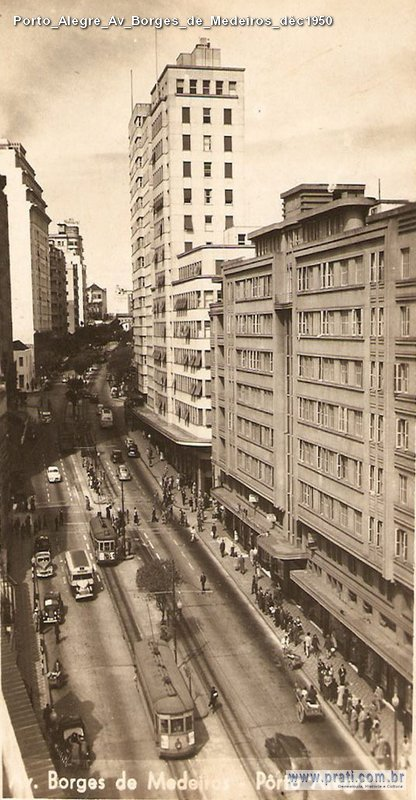
Avenida Borges de Medeiros na década de 1950, com o Edifício Sul América (1938) ao centro e o Edifício Nunes Dias (1939) à direita

De propriedade da Companhia Nacional de Seguros de Vida Sul América, com sede no Rio de Janeiro, o Edifício Sul América foi inaugurado em 29 de outubro de 1940, com a intenção de servir, entre outras obras de vulto, como bandeira da administração Loureiro da Silva nas comemorações do Bicentenário de Colonização da Cidade.
Na década de 2000, os ambientes internos do Edifício Sul América foram transformadas em pequenas unidades residenciais, através de intervenção do Programa de Arrendamento Residencial (PAR) da Caixa Econômica Federal.

## Arquitetura

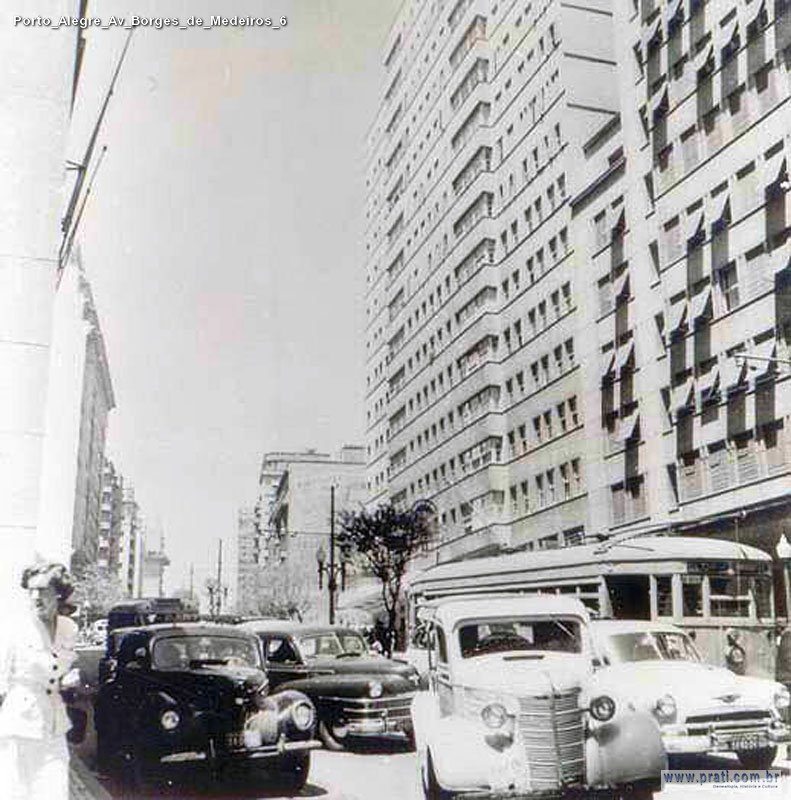
Edifício Vera Cruz (1938)

### Contexto e influências
Da mesma forma que os demais "arranha-céus" da mesma geração - como o Edifício Vera Cruz (1938), de João Antonio Monteiro Neto, e o Edifício Nunes Dias (1939), de Erich Erwin Brandt - a arquitetura do Edifício Sul América buscava apresentar uma modernidade quase cênica, dramatizada.
Em todas essas edificações, foram empregadas estratégias como a verticalidade propositalmente acentuada, as curvas conformando as esquinas ou a dissolução dos planos da fachada, características que podem, de alguma forma, ser identificadas com o expressionismo, o futurismo, o neoplasticismo e a Escola de Chicago.

### Implantação e volumetria

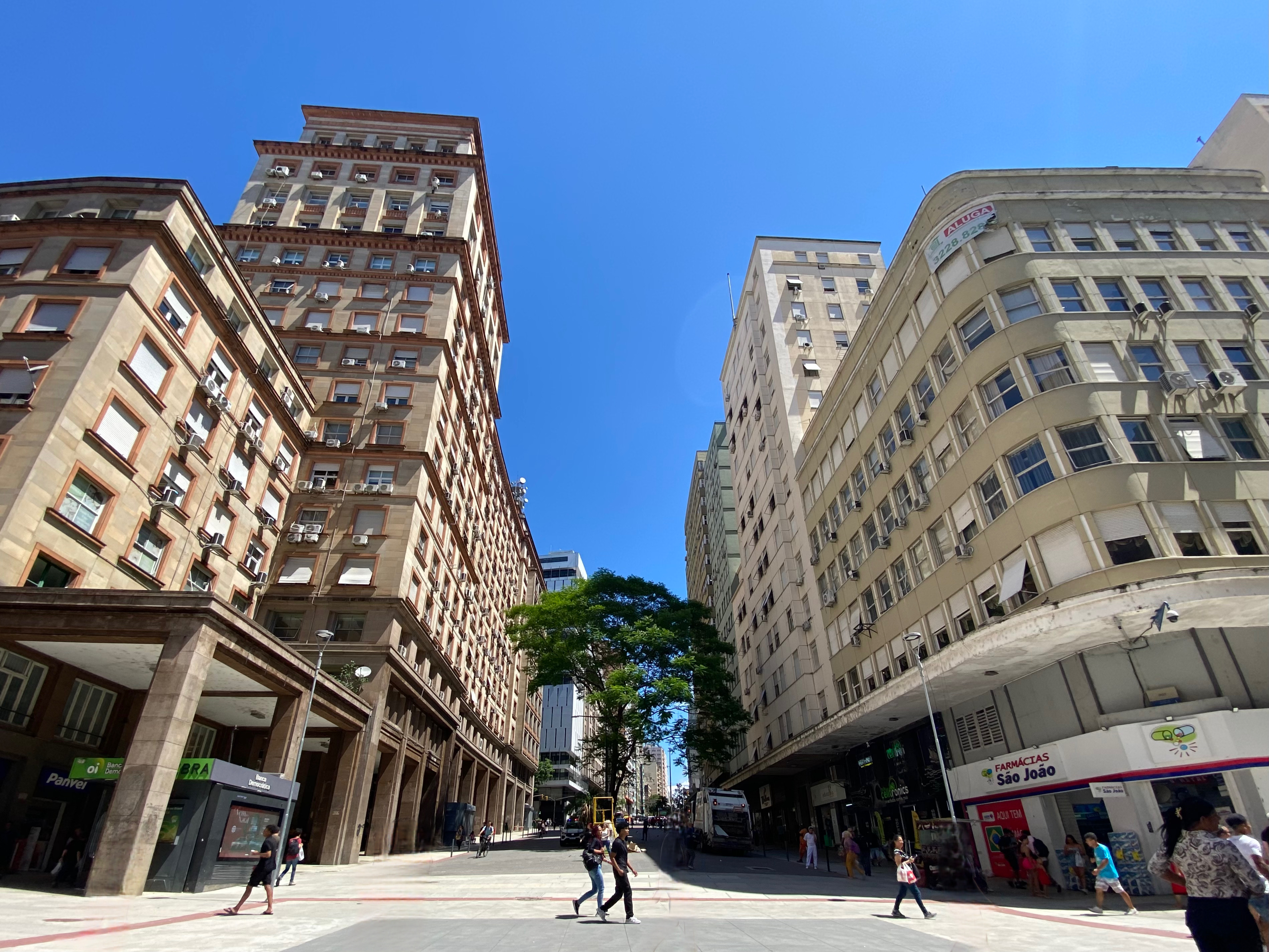
Esquina Democrática, com o Edifício Sulacap (1938) à esquerda e o Edifício Sul América (1938) à direita

Implantado na Esquina Democrática, a volumetria do Edifício Sul América (1938) foi o resultado da costura entre a nova Avenida Borges de Medeiros, principal signo da verticalização e da modernidade à época, e a Rua da Praia, o mais antigo logradouro público da cidade. Com o propósito de buscar uma unidade entre os aparentes opostos, Arnaldo Gladosch trabalhou com recursos compositivos sofisticados, fruto de sua maneira inseparável de ver arquitetura e cidade. A conformação final resultou na disposição da torre para a avenida, vertical e moderna, e do corpo menor para a rua, comercial e histórica, assegurando a ligação entre situações de escalas muito diversas. 
Diferentemente do Edifício Sulacap (1938), em que o reloteamento do quarteirão foi realizado para se adequar à recém aberta Avenida Borges de Medeiros, o lote destinado ao Edifício Sul América é, na realidade, uma sobra da abertura da avenida, motivo pelo qual a solução do térreo recuado não pôde ser empregada, impedindo a existência de galerias. Para dar unidade formal a todos os novos edifícios propostos, Gladosch destacou os pilares que chegam ao térreo, valorizando o ritmo e criando uma impressão de galeria.

### Intervenção na década de 2000
Na intervenção da década de 2000, que converteu o uso do Edifício Sul América para residencial, agumas das principais estratégias de Gladosch não foram respeitadas, como o negativo que efetivava a transição entre o volume baixo e o alto. Além disso, o revestimento de pedra moída foi pintado ou acrescido de pastilhas cerâmicas, sem qualquer critério técnico ou estético. 